# راسویان

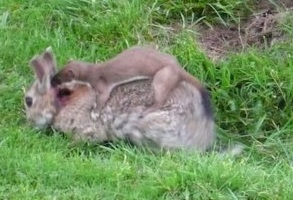
قاقم در حال شکار خرگوش

راسویان (نام علمی: Mustelidae) خانواده‌ای از رده پستانداران و راسته گوشت‌خوارسانان هستند که معمولاً به عنوان خانواده راسویان شناخته می‌شوند. این خانواده زیستی شامل انواع راسو، قاقم، سمور، سمور آبی، گورکن، رودک عسل‌خوار، ولورین و مینک می‌شود. راسویان از نظر تعداد گونه‌ها متنوع ترین گروه پستانداران است و اعضای آن نیز هم از نظر جثه و ساختار بدنی و هم از نظر رفتاری تفاوتهای قابل توجهی با یکدیگر دارند. راسوسانان بیشتر گوشتخوارند اما برخی از آن‌ها از غذاهای گیاهی هم می‌خورند. ساختمان دندانها در آن‌ها مشابه نیست اما تمام آن‌ها دندانهایی مناسب گوشتخواری دارند.
برخی از راسوسانان بسیار باهوش هستند. رودک عسل‌خوار و سمور دریایی از معدود جانوران غیر نخستی‌سانی هستند که از ابزار استفاده می‌کنند. سمورهای دریایی معمولاً یک سنگ را همراه خود حمل می‌کنند تا پوسته صدف‌های دریایی را بشکند. بسیاری از راسوسانان از شجاعت و بی‌باکی و خوی درندگی شگفت‌انگیزی برخوردارند که موجب می‌شود به شکارهای بسیار بزرگتر از خود حمله کرده و در مقابل حیوانات شکارچی بسیار بزرگتر از خود دفاع کنند. برخی از آن‌ها متابولیسم بالایی دارند و به همین دلیل باید به سرعت غذا بخورند. همین باعث می‌شود تا آن‌ها علاقه زیادی به کشتار اضافه و ذخیره کردن غذا داشته باشند. این رفتار لقب حریص و دله را برای آن‌ها همراه داشته است. برای مثال در ایران سمورها را با نام «دله» می‌شناسند و نام علمی ولورین نیز Gulo به معنی حریص یا دله است.
برخی از آن‌ها نیز نقشی کلیدی در محیط زیست خود دارند یعنی از بین رفتن یا حتی کاهش جمعیت آن‌ها اختلال جدی در محیط زیست ایجاد خواهد کرد. برای مثال سمورهای دریایی جمعیت صدفها را کنترل کرده و اجازه نمی‌دهد جمعیت آن‌ها افزایش یافته و موجب از بین رفتن موجودات دیگر و برهم خوردن تعادل در زنجیره غذایی شوند. راسوی پاسیاه نیز همین کار را در مورد سگ دشتی (نوعی جونده) انجام می‌دهد. یک خانواده متشکل از چهار راسو در طول یک سال ۲۵۰ سگ دشتی را شکار می‌کند و در نتیجه به یک جمعیت متعادل ار سگ دشتی در مساحتی حدود ۲ کیلومتر مربع نیاز دارد.

## ویژگی‌ها
راسوسانان از نظر جثه و ساختار بدنی و هم از نظر رفتاری تفاوتهای قابل توجهی با یکدیگر دارند؛ راسو کوچکترین عضو این خانواده فقط به اندازه یک موش است در حالی‌که سمورهای آبی بیش از دو متر رشد می‌کنند و به ۴۵ کیلو وزن می‌رسند. ولورین‌ها قدرت شکستن استخوان ران گوزن شمالی را دارند و حتی برای دزدیدن لاشه به خرس‌ها حمله می‌کنند. سمورها بیشتر شب‌گرد هستند و گورکن‌ها مهارت قابل توجهی در تونل‌سازی دارند و شبکه گسترده‌ای نقب‌های زیرزمینی می‌سازند. قاقم دورنگ اروپایی در اروپا و راسوی پیرصورت در آمریکای جنوبی برای از بین بردن موش‌ها یا شکار خرگوش اهلی شده‌اند و به عنوان حیوان خانگی نگهداری می‌شوند. برخی از آن‌ها تا حدی آبزی هستند. سمورهای دریایی عمدتاً در آب زندگی می‌کنند و سمورهای آبی و مینک هم زندگی نیمه‌آبزی دارند. برخی نیز مثل سمور جنگلی به خوبی از درخت بالا رفته و از شاخه‌ای به شاخه دیگر می‌پرند.
با این وجود راسوسانان چندین ویژگی مشترک هم نیز دارند. اکثر آن‌ها حیواناتی کوچک با پای کوتاه، گوش کوتاه و گرد و پوست ضخیم هستند. بیشتر آن‌ها زندگی انفرادی دارند و شب‌گرد هستند و در تمام طول سال فعالیت می‌کنند. به جز سمور دریایی بقیه آن‌ها از قابلیت ایجاد بوی تندی را دارند که به عنوان ترفند دفاعی و همچنین برای علامت‌گذاری قلمرو و اعلام آمادگی جنسی از آن استفاده می‌کنند. بیشتر راسوسانان در باروری تأخیر دارند یعنی جنینی بلافاصله پس از آمیزش جنسی در رحم قرار نمی‌گیرد بلکه برای مدتی بدون رشد است. در نتیجه دوره بارداری آن‌ها طولانی است و ممکن است بین جفتگیری و تولد فرزند یک سال فاصله باشد. این ویژگی به آن‌ها اجازه می‌دهد تا فرزندان خود را در شرایط مناسب محیطی متولد کنند.

## طبقه‌بندی
راسوسانان قدیمیترین خانواده در راسته گوشتخوارسانان هم هستند و انواع ابتدایی آن‌ها حدود ۴۰ میلیون سال تقریباً همزمان با پیدایش جوندگان پا به عرصهٔ وجود گذاشتند. البته نیای مستقیم تمام راسوسانان امروزی حدود ۱۵ میلیون سال پیش ایجاد شده بود.
طبقه‌بندی این خانواده مورد اختلاف است. برخی معتقدند این خانواده به دو زیرخانواده راسوئیان و برخی زیست‌شناسان آن‌ها را به هشت زیرخانواده تقسیم می‌کنند.
خدنگ‌ها شباهت بسیار زیادی به راسوها دارند با این حال آن‌ها به زیرراسته کاملاً متفاوت گربه‌سانیان (Felliformia) تعلق دارند درحالی‌که راسوها در زیرراسته سگ‌سانیان قرار می‌گیرند. اما چیزی که باعث شباهت این دو گروه به یکدیگر شده اینست که آن‌ها جایگاه اکولوژیکی مشابهی دارند و تکامل همگرا شباهت‌های زیاد ساختاری و رفتاری را برای آن‌ها به همراه آورده‌است.

## تجارت خز

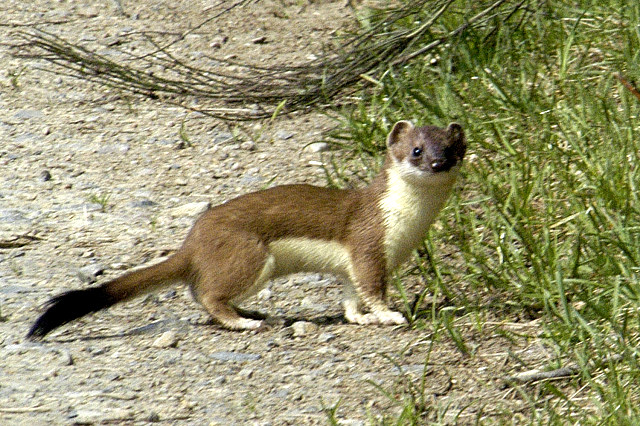
راسوی Mustela erminae در بلژیک

برخی از اعضای این خانواده به ویژه مینک، سمور سیبری و قاقم از دیرباز برای پوست نرم و لطیفشان شکار می‌شوند. از اوایل قرون وسطی تجارت پوست در اروپای شرقی و اروپای شمالی رواج زیادی پیدا کرد. این مناطق جمعیت بومی قابل توجهی از راسوسانان خزدار داشتند و این حیوانات به یکی از منابع اقتصادی مهم آن‌ها تبدیل شدند. یکی از عوامل توجه امپراتوری روسیه به سیبری و همینطور روی آوردن فرانسه و بریتانیا به آمریکای شمالی نیز شکار این حیوانات بود. در دوران معاصر پرورش این حیوانات به ویژه مینک در مزارع رایج شده و امروزه بیشتر خزهایی که در بازار عرضه می‌شود از حیوانات پرورشی به دست می‌آید.